# Talal Selhami
Talal Selhami (Neuilly-sur-Seine, 11 de març de 1982), és un cineasta franco–marroquí. És més conegut com a director de les pel·lícules Mirages (2010) i Achoura (2018), i un productor associat del documental Creature Designers - The Frankenstein Complex (2015).

## Vida persona
Va néixer l'11 de març de 1982 a Neuilly-sur-Seine, Hauts-de-Seine a França com el fill petit de la família. El seu pare, Mohamed Selhami, és un periodista marroquí i fundador del diari Maroc Hebdo International. Va completar un màster en arts i entreteniment, especialitzat en producció, a la Universitat de París I Panteó-Sorbona.

## Carrera
El 2005 va fer el seu curt de soltera Sinistra. Després de l'èxit del curt, va fer el curt Partir en smoke el 2007. El 2010 va fer el seu primer llargmetratge. pel·lícula, Mirages. La pel·lícula va ser representada oficialment al Festival Internacional de Cinema de Marràqueix el 2010 i al Festival Nacional de Cinema de Tànger el 2011. Més tard, la pel·lícula va guanyar dos premis: a la millor pel·lícula i a la millor interpretació femenina. Al Festival Internacional de Cinema Fantàstic de Brussel·les (BIFFF) a Brussel·les, 2011, va rebre un Premi Especial del Jurat.
El desembre de 2018 va estrenar la seva pel·lícula Achoura, La nuit des enfants com a producció conjunta franco-marroquina. La pel·lícula es va projectar en quinze festivals d'arreu del món: entre ells, el Festival Internacional de Cinema Fantàstic de París, el festival internacional de cinema fantàstic de Brussel·les, el Festival Internacional de Cinema Fantàstic de Bucheon (BiFan) a Corea del Sud i el Festival Internacional de Cinema Fantàstic de Neuchâtel (NIFFF) a Neuchâtel. Més tard l'any 2019, Talal va rebre el premi a la Millor Producció al Festival Nacional de Cinema de Tànger així com la Menció Especial del Jurat al Festival de Cinema de Sitges. Mentrestant, la pel·lícula també va atorgar la Millor Premi de cinema al Festival Internacional de Cinema HARD:LINE d'Alemanya.

## Filmografia
| Any  | Pel·lícula                                    | Paper                                   | Gènere        | Ref. |
| ---- | --------------------------------------------- | --------------------------------------- | ------------- | ---- |
| 2005 | Sinistra                                      | Director                                | Curtmetratge  |      |
| 2007 | Partir en smoke                               | Director                                | Curtmetratge  |      |
| 2010 | Mirages                                       | Director, productor associat, guionista | Llargmetratge |      |
| 2015 | Creature Designers - The Frankenstein Complex | productor associat                      | Documental    |      |
| 2018 | Achoura                                       | Director, productor, guionista          | Llargmetratge |      |
| 2020 | Tell Me Why                                   | Artista                                 | Videojoc      |      |